# 亞洲關係會議

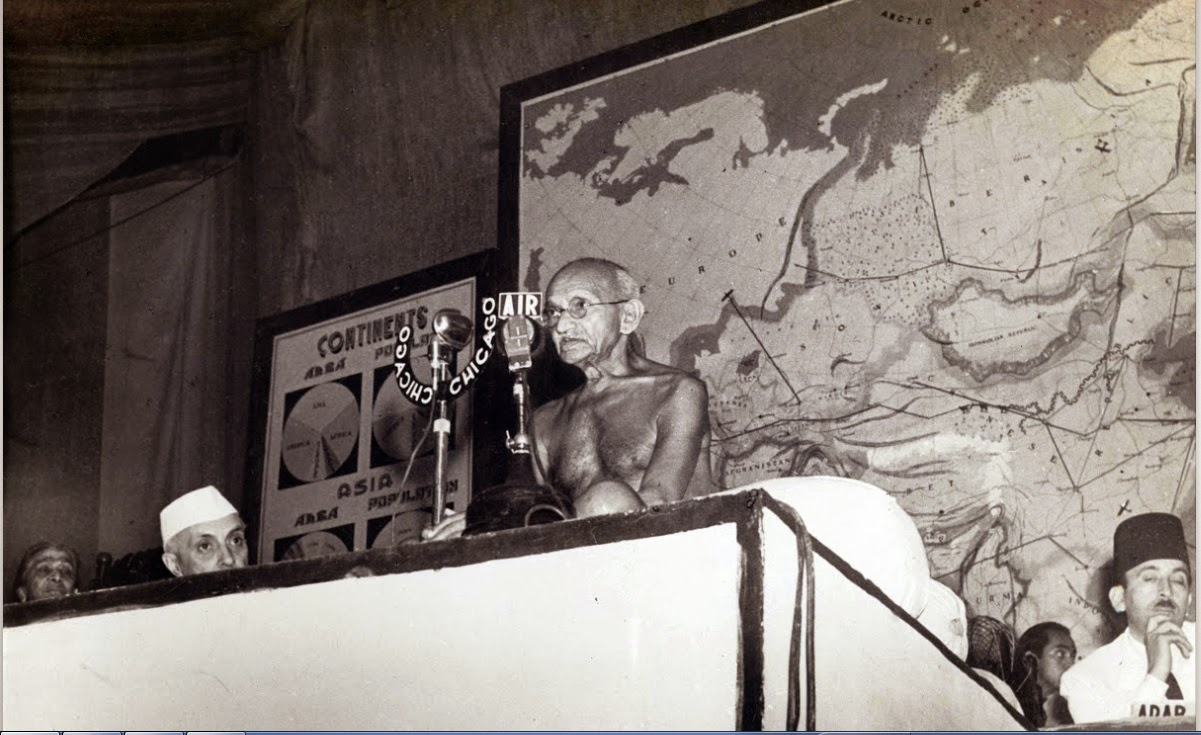
甘地在亚洲关系会议上发言

亚洲关系会议（印地语：एशियाई संबंध सम्मेलन）1947年3至4月在印度新德里举行，由印度总理贾瓦哈拉尔·尼赫鲁主持，他在1947年8月15日起开始领导一个为印度独立做准备的临时政府。亚洲关系会议汇集了许多亚洲的独立运动的领导人和代表。該次会议的目的是“把亚洲的男性和女性领导人聚集在同一个的平台，共同探讨的亚洲人民共同关心的问题，聚焦不同亚洲国家的社会、经济和文化问题，并促进相互接触和了解。”
在会议中尼赫鲁的发言和著作，奠定了后殖民时期的印度重新与亚洲接轨的方式，在这次会议上，尼赫鲁说
|  | ……亚洲将再次发现自己…欧洲主宰亚洲的显著恶果之一就是将亚洲国家彼此隔离、孤立。……今天，这种情况被打破了，原因是亚洲国家在政治和其他各方面越来越独立…在本次会议和这项工作中，没有领袖，没有追随者，所有亚洲国家都将团结一致，以实现一个共同的任务…… |

## 西藏代表团

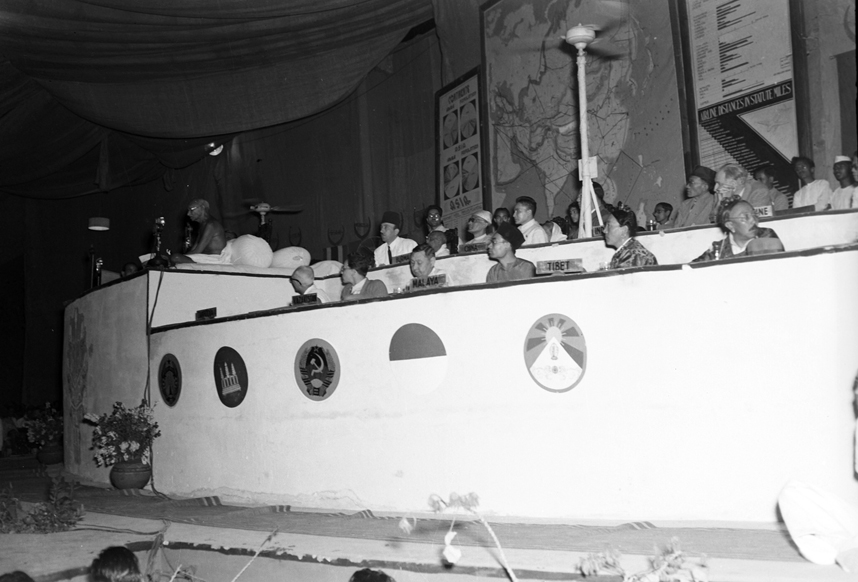
会议上的西藏代表团，他们的前面是西藏国旗和其他国家的旗帜

西藏作为一个独立的国家派出两名代表团成员参加了这次会议。因为中国代表团也参加了会议，所以印度方面感到挂这面旗有难处，特别是怕中国政府官员有意见，但在英国的压力下，会议秘书处还是挂上去了。在英国官员的高压之下，印度方面还在主席台后墙上的亚洲地图中，把西藏划成另外一个国家。
尼赫鲁在宣布会议开幕时说
|  | 欢迎密切和友好的遥远的亚洲国家和我们的邻国阿富汗、西藏、尼泊尔、不丹、缅甸和锡兰与我们合作。 |

西藏代表团回答说：“我们是作为一个国家来参见亚洲关系会议的。……自古以来，印度与西藏都保持着友好的关系。”坐在主席团的中华民国代表郑彦棻还是走到尼赫鲁身边说：“西藏自古就是中国领土，不是一个国家，你们主办的会议，怎么把西藏弄成一个国家？贵国此举严重地损害了中国的主权和领土完整，如果贵国不立即改正，并向我方道歉，我国要退出此次会议。”由于感到事态严重，当天中午，会议秘书处改画了地图，将西藏区域重新划到了中国版图内，并取走了“雪山狮子旗”。至于与会的西藏代表团，秘书处也派人通知他们以后几天的会议，不要再参加。西藏代表团提出抗议但是无效，他们一行人在新德里住了几天后就回到西藏。